# Grammy Award al miglior album di musica alternativa
Il Grammy Award al miglior album di musica alternativa (Grammy Award for Best Alternative Music Album) è un premio dei Grammy Award conferito dalla National Academy of Recording Arts and Sciences degli Stati Uniti annualmente dal 1958 per la qualità all'album discografico di musica alternativa e per "il riconoscimento di onore artistico, competenza tecnica e totale eccellenza nell'industria della registrazione, non considerando la quantità di vendite o la posizione nelle classifiche".
Sebbene la definizione di "alternativo" è stata discussa, il premio venne presentato all'inizio nel 1991 per riconoscere gli album rock non "mainstream" "fortemente suonati in stazioni radio universitarie". Stando alla descrizione della categoria per i Grammy Awards 2009, il premio viene presentato agli "album di musica alternativa vocale o strumentale contenente almeno il 51% di tempo di riproduzione di musica appena registrata", definendo "alternativo" come un genere "non tradizionale" che esiste "al di fuori della coscienza musicale mainstream".
Nel 1991, e dal 1994 al 2000, il premio era noto come "Miglior interpretazione di musica alternativa" (Grammy Award for Best Alternative Music Performance). Tale nome è stato riadottato per l'istituzione di una nuova categoria per l'edizione del 2023, per premiare le migliori canzoni di musica alternativa.
A partire dal 2001, il premio viene conferito anche ai produttori discografici, all'ingegneria acustica, e/o al mixaggio associato con il lavoro nominato in aggiunta agli artisti.

## Vincitori e candidati

### Miglior interpretazione di musica alternativa (1991)
- 1991[8]
  - Sinéad O'Connor - I Do Not Want What I Haven't Got
  - Laurie Anderson – Strange Angels
  - Kate Bush – The Sensual World
  - The Replacements – All Shook Down
  - World Party – Goodbye Jumbo

### Miglior album di musica alternativa (1992-1993)
- 1992[9]
  - Out of Time - R.E.M.

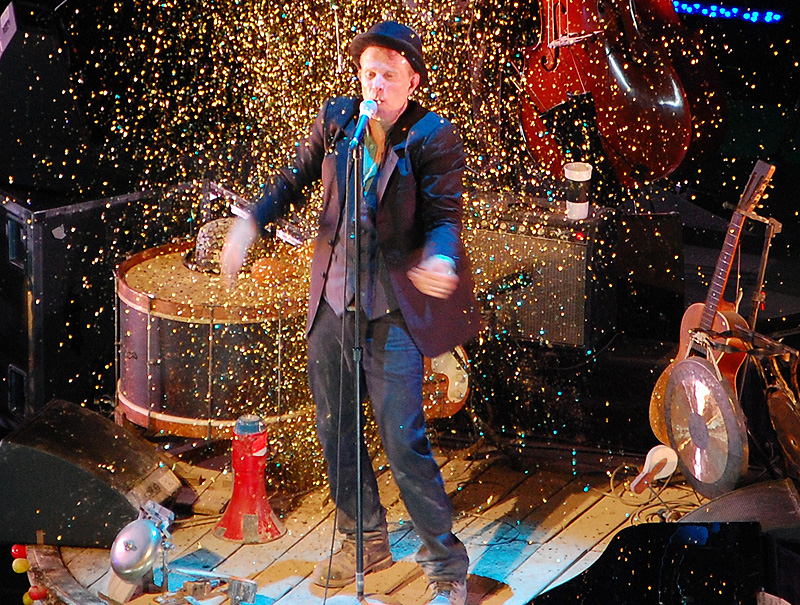
Tom Waits venne premiato nel 1993.

  - Mighty Like a Rose - Elvis Costello
  - Doubt - Jesus Jones
  - Nevermind - Nirvana
  - Rumor and Sigh - Richard Thompson
- 1993[10]
  - Bone Machine - Tom Waits
  - Good Stuff - The B-52s
  - Wish - The Cure
  - Your Arsenal - Morrissey
  - Nonsuch - XTC

### Miglior interpretazione di musica alternativa (1994-2000)
- 1994[11]
  - U2 - Zooropa
  - Belly – Star
  - Nirvana – In Utero
  - R.E.M. – Automatic for the People

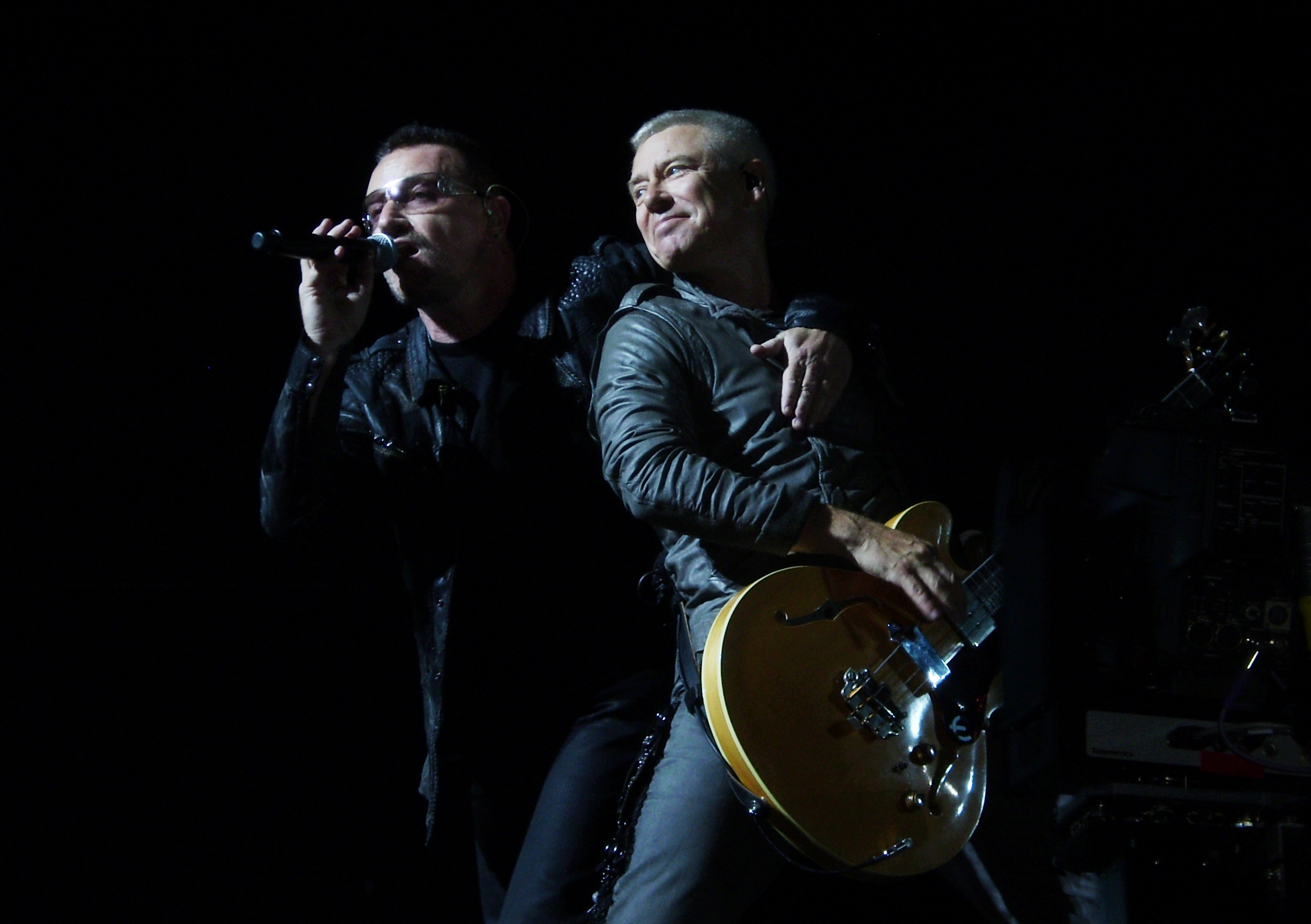
Gli U2 vinsero la premio nel 1994.

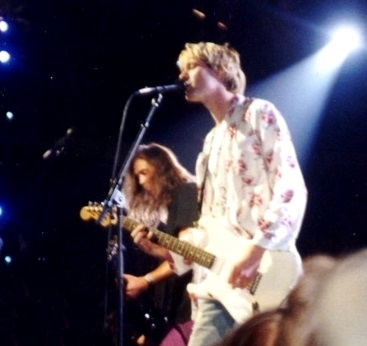
I Nirvana, premiati nel 1996.

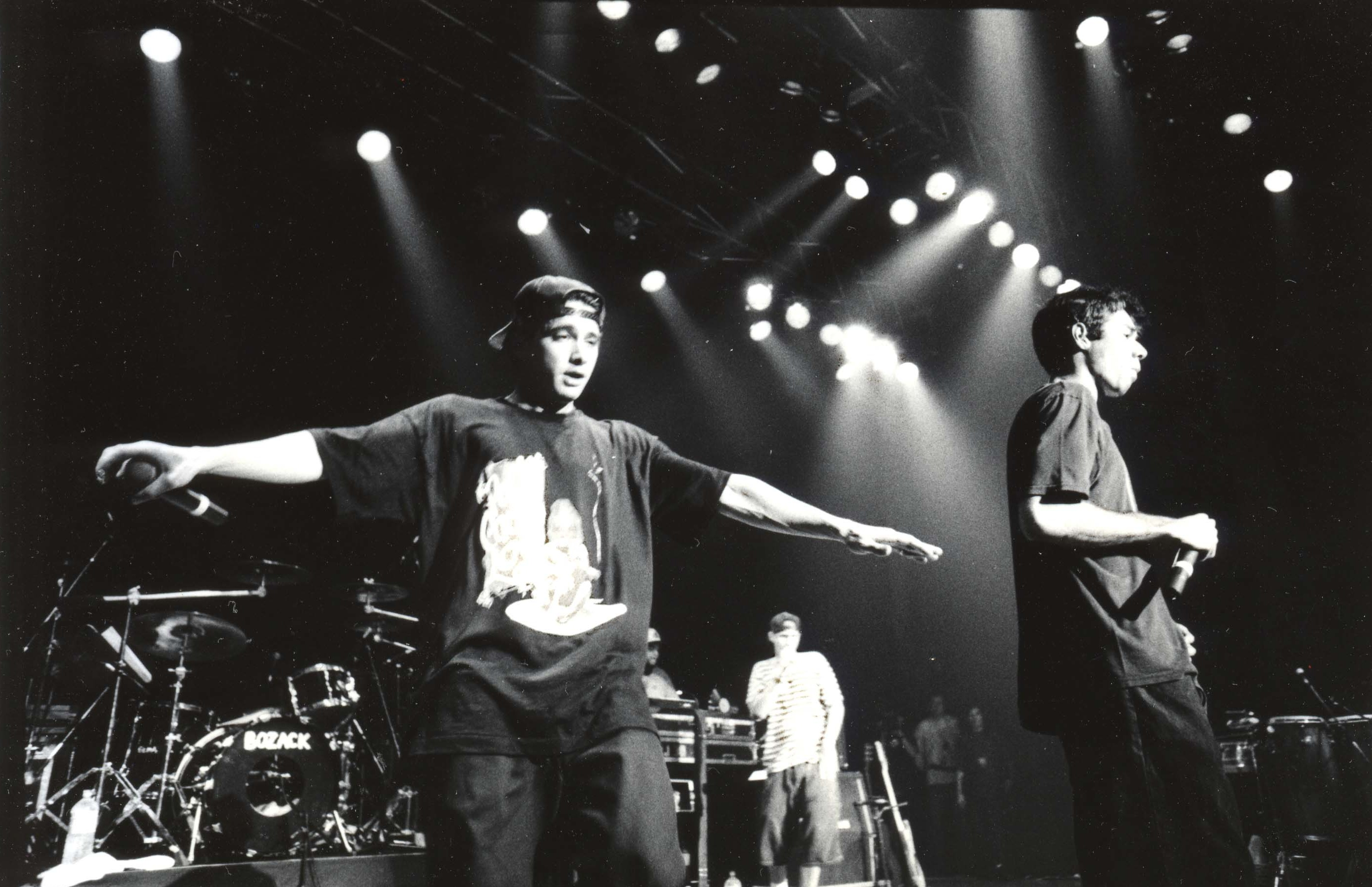
I Beastie Boys, vincitori del premio nel 1999.

  - The Smashing Pumpkins – Siamese Dream
- 1995[12]
  - Green Day - Dookie
  - Tori Amos – Under the Pink
  - Crash Test Dummies – God Shuffled His Feet
  - Sarah McLachlan – Fumbling Towards Ecstasy
  - Nine Inch Nails – The Downward Spiral
- 1996[13]
  - Nirvana - MTV Unplugged in New York
  - Björk – Post
  - Foo Fighters – Foo Fighters
  - PJ Harvey – To Bring You My Love
  - The Presidents of the United States of America – The Presidents of the United States of America
- 1997[14]
  - Beck - Odelay
  - Tori Amos – Boys for Pele
  - Tracy Bonham – The Burdens of Being Upright
  - R.E.M. – New Adventures in Hi-Fi
  - The Smashing Pumpkins – Mellon Collie and the Infinite Sadness
- 1998[15]
  - Radiohead - OK Computer
  - Björk – Homogenic
  - David Bowie – Earthling
  - The Chemical Brothers – Dig Your Own Hole
  - The Prodigy – The Fat of the Land
- 1999[16]
  - Beastie Boys - Hello Nasty
  - Tori Amos – From the Choirgirl Hotel
  - PJ Harvey – Is This Desire
  - Radiohead – Airbag/How Am I Driving?
  - The Smashing Pumpkins – Adore
- 2000[17]
  - Beck - Mutations
  - Tori Amos – To Venus and Back
  - Fatboy Slim – You've Come a Long Way, Baby
  - Moby – Play
  - Nine Inch Nails – The Fragile

### Miglior album di musica alternativa

#### Anni 2000
- 2001[18]
  - Kid A - Radiohead
  - When the Pawn... - Fiona Apple
  - Midnite Vultures - Beck
  - Bloodflowers - The Cure

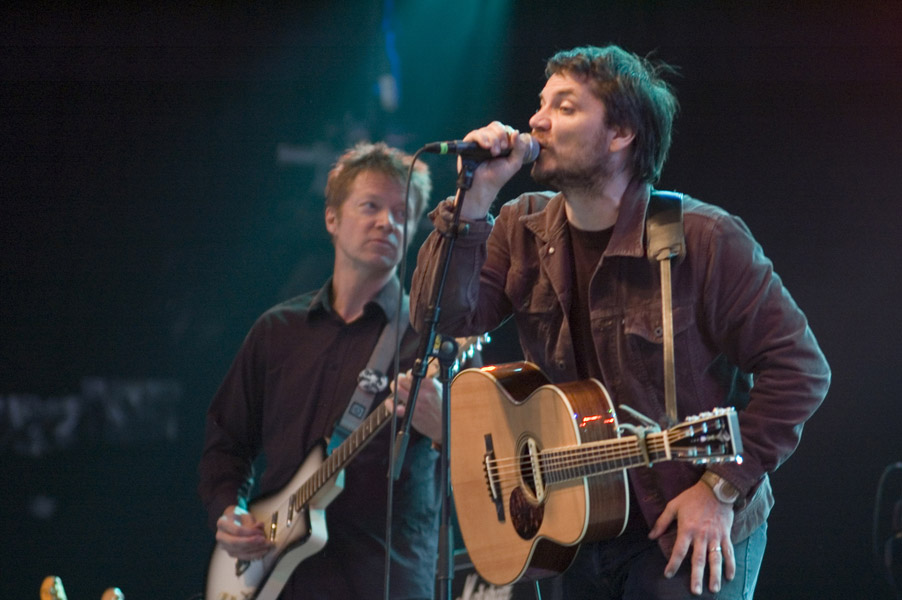
I Wilco, vincitori del premio nel 2005

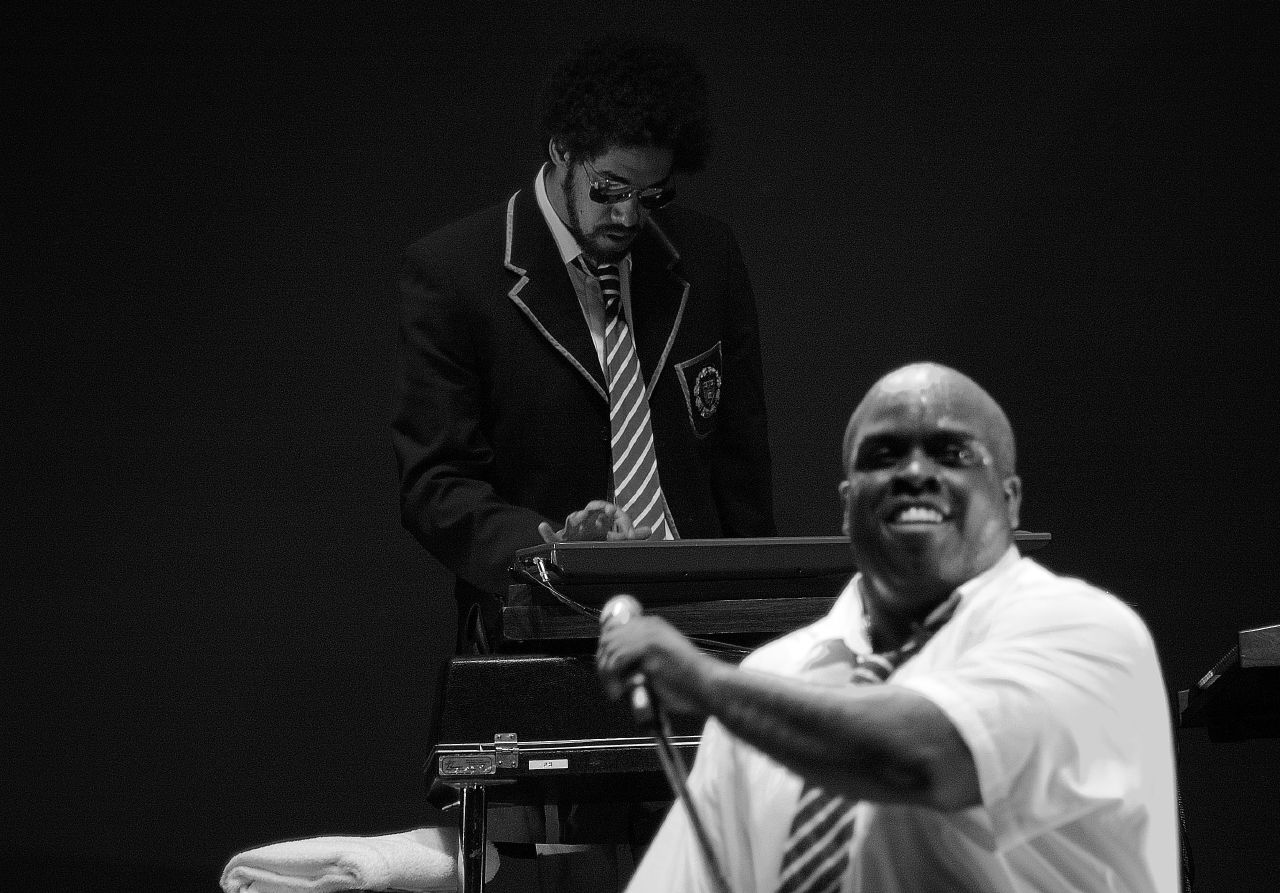
Danger Mouse e Cee Lo Green di Gnarls Barkley, vincitore nel 2007

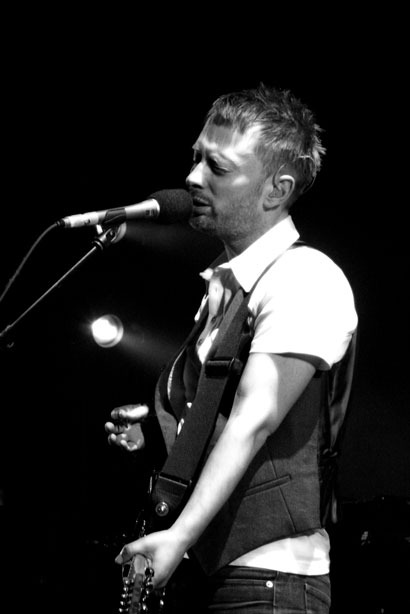
Thom Yorke leader della band Radiohead, vincitrice per tre volte

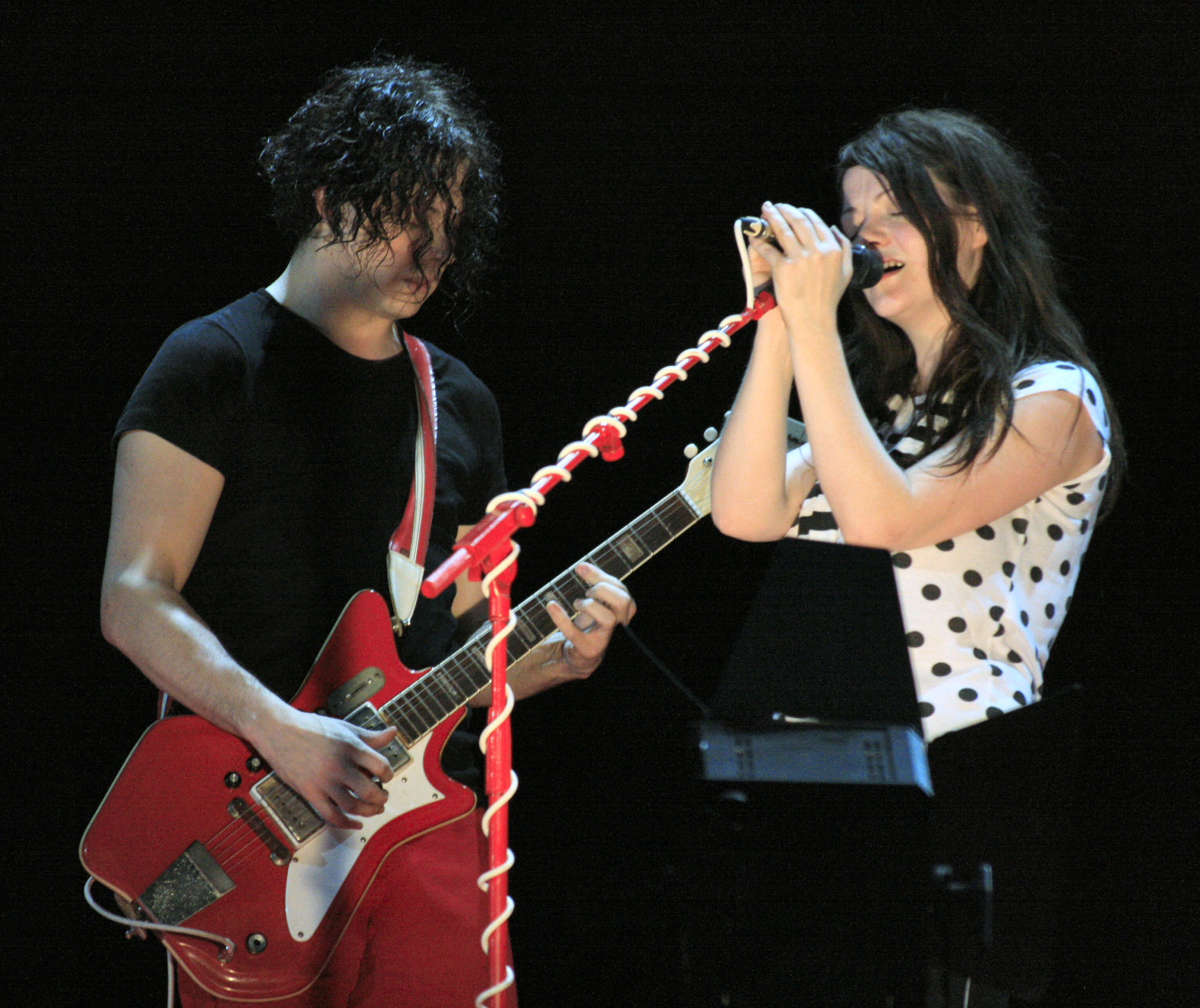
Jack White e Meg White del duo The White Stripes, tre volte vincitori.

  - Liverpool Sound Collage - Paul McCartney
- 2002[19]
  - Parachutes - Coldplay
  - Strange Little Girls - Tori Amos
  - Vespertine - Björk
  - Halfway Between the Gutter and the Stars - Fatboy Slim
  - Amnesiac - Radiohead
- 2003[20]
  - A Rush of Blood to the Head - Coldplay
  - Sea Change - Beck
  - Walking with Thee - Clinic
  - Cruel Smile - Elvis Costello & the Imposters
  - Behind the Music - The Soundtrack of Our Lives
- 2004[21]
  - Elephant - The White Stripes
  - Fight Test - The Flaming Lips
  - Hail to the Thief - Radiohead
  - ( ) - Sigur Rós
  - Fever to Tell - Yeah Yeah Yeahs
- 2005[22]
  - A Ghost Is Born - Wilco
  - Medúlla - Björk
  - Franz Ferdinand - Franz Ferdinand
  - Uh Huh Her - PJ Harvey
  - Good News for People Who Love Bad News - Modest Mouse
- 2006[23]
  - Get Behind Me Satan - The White Stripes
  - Funeral - Arcade Fire
  - Guero - Beck
  - Plans - Death Cab for Cutie
  - You Could Have It So Much Better - Franz Ferdinand
- 2007[24]
  - St. Elsewhere - Gnarls Barkley
  - Whatever People Say I Am, That's What I'm Not - Arctic Monkeys
  - At War with the Mystics - The Flaming Lips
  - Show Your Bones - Yeah Yeah Yeahs
  - The Eraser - Thom Yorke
- 2008[25]
  - Icky Thump - The White Stripes
  - Alright, Still - Lily Allen
  - Neon Bible - Arcade Fire
  - Volta - Björk
  - Wincing the Night Away - The Shins
- 2009[26]
  - In Rainbows - Radiohead
  - Modern Guilt - Beck
  - Narrow Stairs - Death Cab for Cutie
  - The Odd Couple - Gnarls Barkley
  - Evil Urges - My Morning Jacket

#### Anni 2010
- 2010[27]

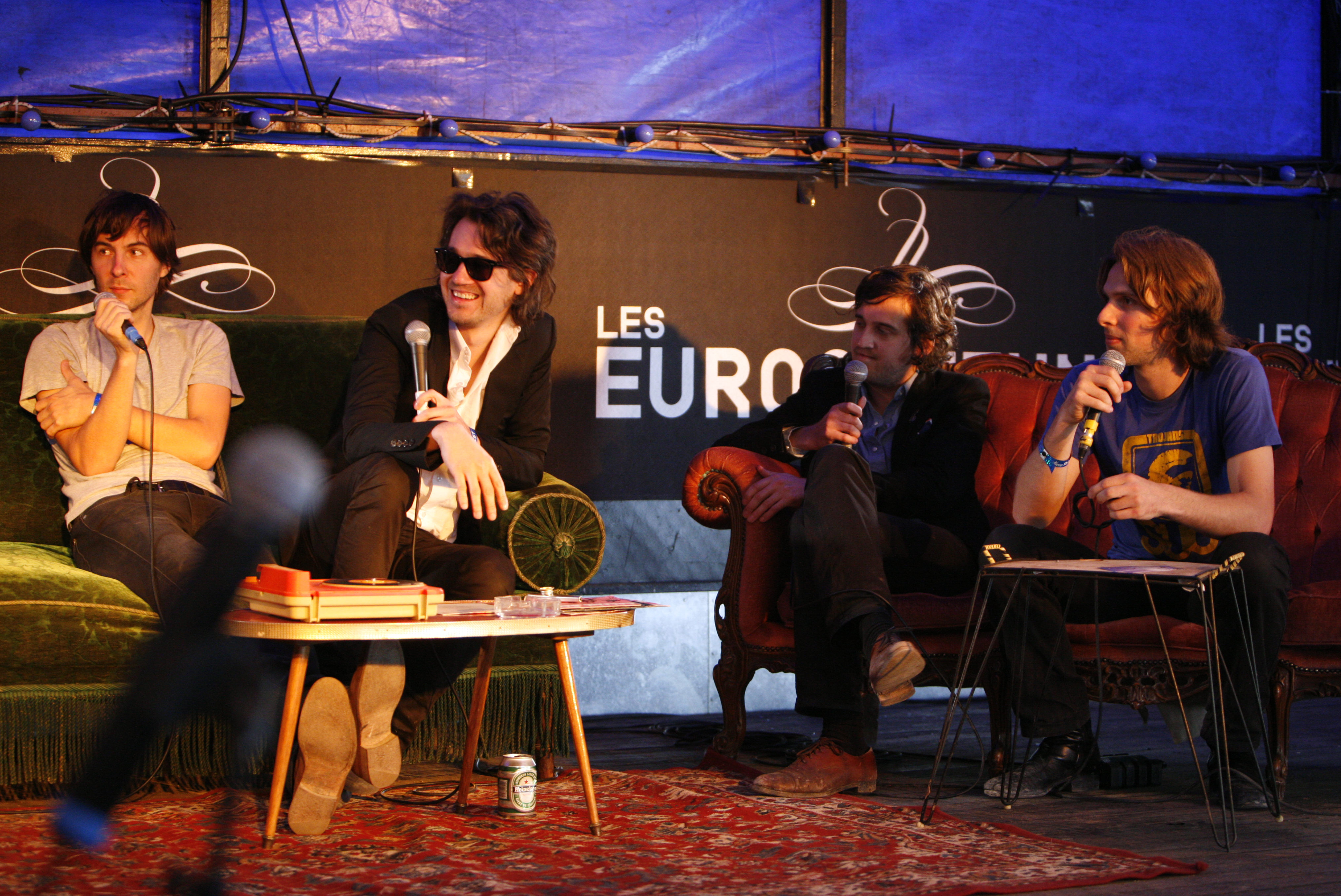
I Phoenix, vincitori del premio nel 2010

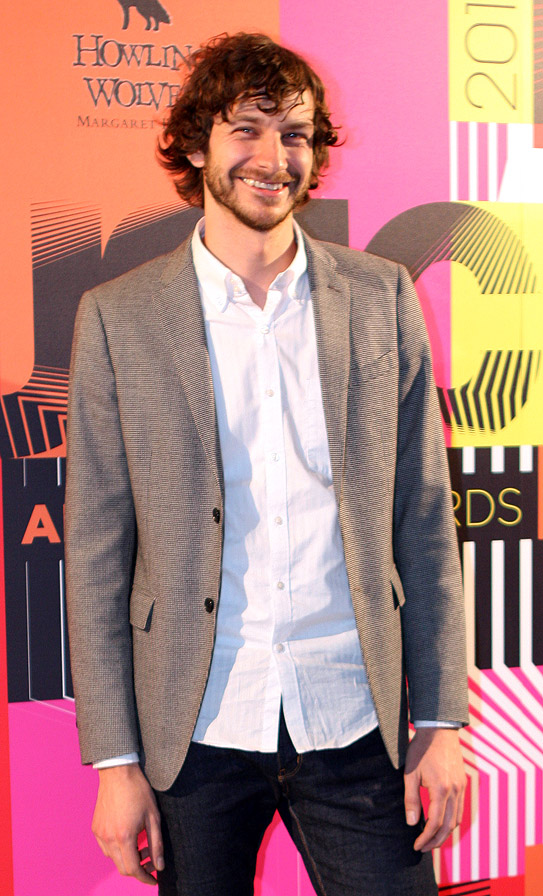
Il belga Gotye vinse la categoria nel 2013

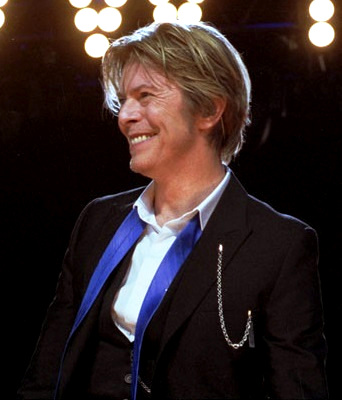
David Bowie, premiato nel 2017, fu il primo artista a vincerlo postumo

  - Wolfgang Amadeus Phoenix - Phoenix
  - Everything That Happens Will Happen Today - David Byrne e Brian Eno
  - The Open Door EP - Death Cab for Cutie
  - Sounds of the Universe - Depeche Mode
  - It's Blitz! - Yeah Yeah Yeahs
- 2011[28]
  - Brothers - The Black Keys
  - The Suburbs - Arcade Fire
  - Infinite Arms - Band of Horses
  - Broken Bells - Broken Bells
  - Contra - Vampire Weekend
- 2012
  - Bon Iver, Bon Iver - Bon Iver
  - Codes and Keys - Death Cab for Cutie
  - Torches - Foster the People
  - Circuital - My Morning Jacket
  - The King of Limbs - Radiohead
- 2013[29]
  - Making Mirrors - Gotye
  - The Idler Wheel... - Fiona Apple
  - Biophilia - Björk
  - Hurry Up, We're Dreaming - M83
  - Bad as Me - Tom Waits
- 2014[30]
  - Modern Vampires of the City - Vampire Weekend
  - The Worse Things Get, The Harder I Fight, The Harder I Fight, The More I Love You - Neko Case
  - Trouble Will Find Me - The National
  - Hesitation Marks - Nine Inch Nails
  - Lonerism - Tame Impala
- 2015[31]
  - St. Vincent - St. Vincent
  - This Is All Yours - Alt-J
  - Reflektor - Arcade Fire
  - Melophobia - Cage the Elephant
  - Lazaretto - Jack White
- 2016[32]
  - Sound & Color - Alabama Shakes
  - Vulnicura - Björk
  - The Waterfall - My Morning Jacket
  - Currents - Tame Impala
  - Star Wars - Wilco
- 2017[33]
  - Blackstar - David Bowie
  - 22, A Million - Bon Iver
  - The Hope Six Demolition Project - PJ Harvey
  - Post Pop Depression - Iggy Pop
  - A Moon Shaped Pool - Radiohead
- 2018[34]
  - Sleep Well Beast - The National
  - Everything Now - Arcade Fire
  - Humanz - Gorillaz
  - American Dream - LCD Soundsystem
  - Pure Comedy - Father John Misty
- 2019[35]
  - Colors - Beck
  - Tranquility Base Hotel & Casino - Arctic Monkeys
  - Utopia - Björk
  - American Utopia - David Byrne
  - Masseduction - St. Vincent

#### Anni 2020
- 2020[36]

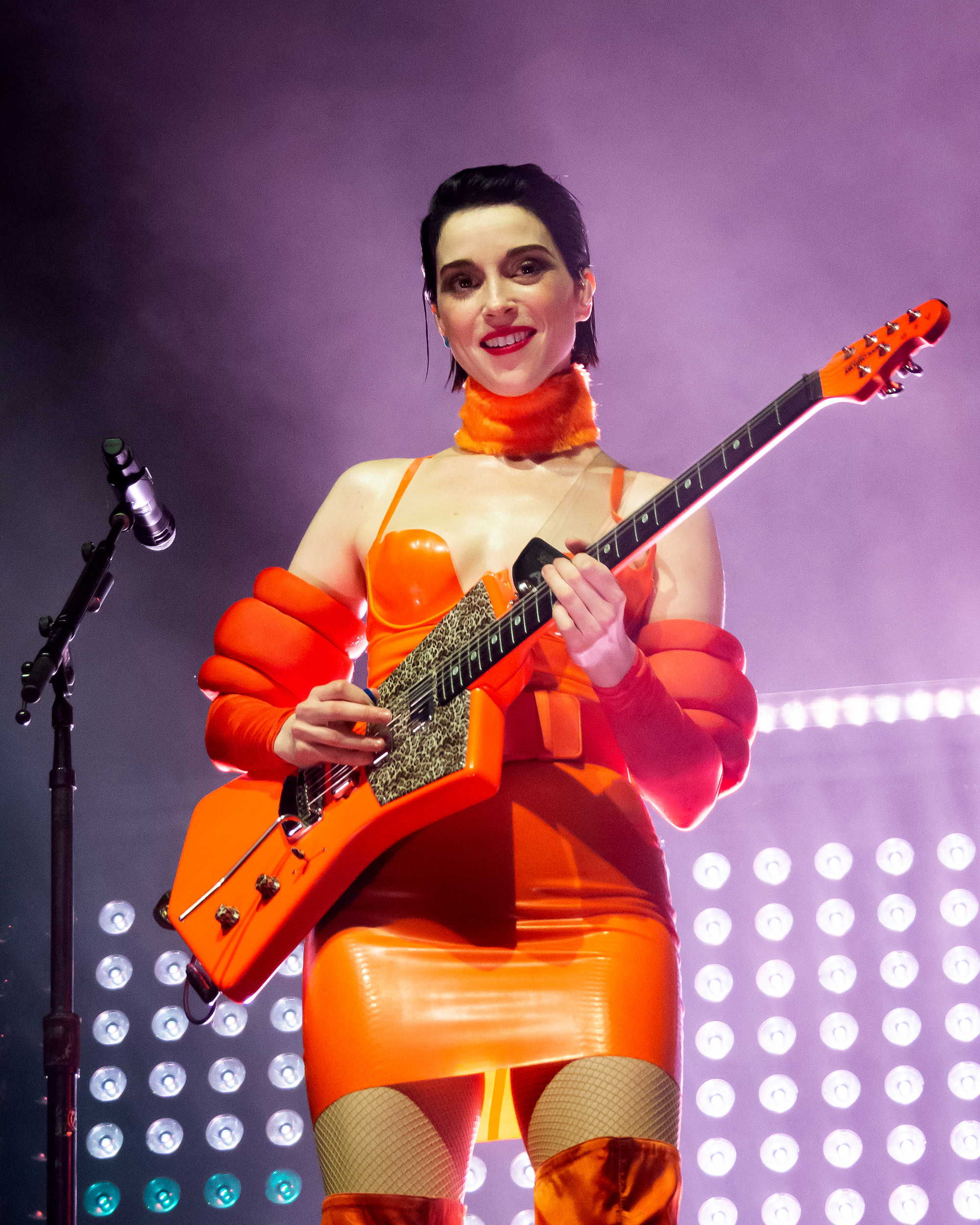
St. Vincent ha vinto 3 volte in questa categoria: nel 2015, 2022 e 2025.

  - Father of the Bride - Vampire Weekend
  - U.F.O.F. - Big Thief
  - Assume Form - James Blake
  - I, I - Bon Iver
  - Anima - Thom Yorke
- 2021[37]
  - Fetch the Bolt Cutters - Fiona Apple
  - Hyperspace - Beck
  - Punisher - Phoebe Bridgers
  - Jaime - Brittany Howard
  - The Slow Rush - Tame Impala
- 2022[38]
  - Daddy's Home - St. Vincent
  - Shore - Fleet Foxes
  - If I Can't Have Love, I Want Power - Halsey
  - Jubilee - Japanese Breakfast
  - Collapsed in Sunbeams - Arlo Parks
- 2023
  - Wet Leg - Wet Leg
  - We - Arcade Fire
  - Dragon New Warm Mountain I Believe In You - Big Thief
  - Fossora - Björk
  - Cool It Down - Yeah Yeah Yeahs
- 2024[39][40]
  - The Record – Boygenius
  - The Car – Arctic Monkeys
  - Cracker Island – Gorillaz
  - Did You Know That There’s a Tunnel Under Ocean Blvd – Lana Del Rey
  - I Inside the Old Year Dying – PJ Harvey

- 2025[41]
  - All Born Screaming – St. Vincent
  - Wild God – Nick Cave and the Bad Seeds
  - Charm – Clairo
  - The Collective – Kim Gordon
  - What Now – Brittany Howard

## Statistiche e record
Radiohead, The White Stripes, Beck e St. Vincent condividono il record di più vittorie nella categoria, avendo vinto tre volte. 
Due artiste soliste vinsero il premio, ossia Sinéad O'Connor e St. Vincent. 
Finora con otto nomination, i Radiohead detengono il record di più nomination nella categoria; inoltre il cantante dei Radiohead Thom Yorke venne nominato nel 2007 per il suo album solista. Björk detiene invece il record di più nomination da solista, (ben sette), così come il record di più nomination senza mai vincere. 
I Coldplay ottennero il premio due volte, e sono l'unico gruppo a vincere in due anni consecutivi. 
Gli artisti americani sono stati premiati molto di più rispetto alle altre nazionalità, seppur vennero premiati per cinque volte musicisti o gruppi provenienti dal Regno Unito, due volte dall'Irlanda e una volta dalla Francia.